# Малое Лопатино (Нижегородская область)
Малое Лопатино — деревня в составе Семёновского сельсовета Уренского района Нижегородской области России. Население 0 (2010) человек.

## Общая физико-географическая характеристика
Географическое положение
По автомобильным дорогам расстояние до областного центра города Нижнего Новгорода составляет 180 км, до районного центра города Урень — 25 км. Абсолютная высота 116 метров над уровнем моря.
Часовой пояс
Малое Лопатино, как и вся Нижегородская область, находится в часовой зоне МСК (московское время). Смещение применяемого времени относительно UTC составляет +3:00.

## Население
| 2002 | 2010 |
| ---- | ---- |
| 0    | →0   |